# Dan Ticktum
Daniel Charles Anthony Ticktum (Londra, 8 giugno 1999) è un pilota automobilistico britannico, vicecampione della F3 europea 2018 ed attualmente impegnato nel Campionato di Formula E nella Cupra Kiro. Ha fatto parte del Red Bull Junior Team dal 2017 fino al 2019 e della Williams Driver Academy dal 2019 fino al 2021.

## Carriera

### Kart
Nato a Londra, Ticktum inizia la sua carriera sui kart nel 2008 all'età di nove anni. Comincia nel campionato Super 1 National Honda e tre anni dopo, nel 2011, riesce a vincerlo.
Nel 2011, ha completato il Grand Slam dei titoli nazionali cadetti britannici, vincendo il British FKS Championship, il National ABkC Super One Championship, il British Open Championship e il British Grand Prix Championship, un'impresa raggiunta da un solo altro pilota. Nel 2013 arriva secondo nel campionato europeo classe KF Junior, mentre nel 2014 partecipa al mondiale arrivando sesto nella classe KF. 

### Formula MSA e squalifica
Ticktum debutta nelle monoposto nel 2015, gareggiando nella Formula MSA con il team Fortec Motorsport. Dopo un ottimo inizio di campionato, in cui conquista 3 vittorie e 3 pole, è protagonista di un episodio controverso nella gara di Silverstone, in cui si trova in lotta per il titolo con Lando Norris e Ricky Collard. Dopo un incidente con quest'ultimo che lo manda in testacoda, il pilota inglese riparte e supera dieci vetture in regime di Safety Car, andando a colpire volontariamente Collard e costringendolo al ritiro. La punizione per il gesto è la squalifica dalle corse per un anno.

### Formula Renault
Dopo aver corso qualche gara in Formula 3 Europea sul finire del 2016, nel 2017 Ticktum torna a tempo pieno nelle competizioni, correndo nella Eurocup Formula Renault 2.0 con il team Arden. Ottiene la sua prima e unica vittoria all'Hungaroring, e termina il campionato in settima posizione.

### GP3 e Formula 3
Nel corso della stagione 2017 partecipa anche ad alcune gare di GP3 con la DAMS, ottenendo un podio.
Alla fine della stagione 2017 riesce a vincere il Gran Premio di Macao, e per l'anno successivo viene ingaggiato dal team Motopark.
Nel dicembre del 2017 Ticktum riceve il premio Autosport BRDC Award, che gli permette di avere un test drive con la McLaren
Nella categoria disputa un'ottima stagione, cogliendo 4 successi nella prima parte e affermandosi come contendente al titolo, ma nella seconda parte di stagione un rendimento incostante, assieme all'esplosione del rivale Mick Schumacher, lo costringono al secondo posto in campionato. L'inglese torna però alla vittoria nel Gran Premio di Macao, che riesce a conquistare per il secondo anno consecutivo.
Nel 2019 Ticktum prende parte all'edizione invernale della Formula 3 Asiatica con l'obiettivo di ottenere i punti necessari al conseguimento della superlicenza. Tuttavia il campionato si rivelerà non idoneo all'assegnazione dei suddetti punti a causa del non soddisfacimento dei criteri FIA in merito al numero minimo di gare disputate. Sia per questo motivo che per gli scarsi risultati ottenuti nei primi due weekend, Ticktum non partecipa all'ultimo evento tenuto a Sepang e conclude il campionato in nona posizione.

### Super Formula
Nel 2018 debutta in Super Formula con il Team Mugen, partecipando a due gare.
Nel 2019, dopo la sfortunata esperienza in Formula 3 Asiatica, viene ingaggiato dal Team Mugen per disputare l'intera stagione di Super Formula. Dopo appena tre gare e solo un punto, viene sostituito dal messicano Patricio O'Ward e contestualmente escluso dal Red Bull Junior Team.

### Formula 2

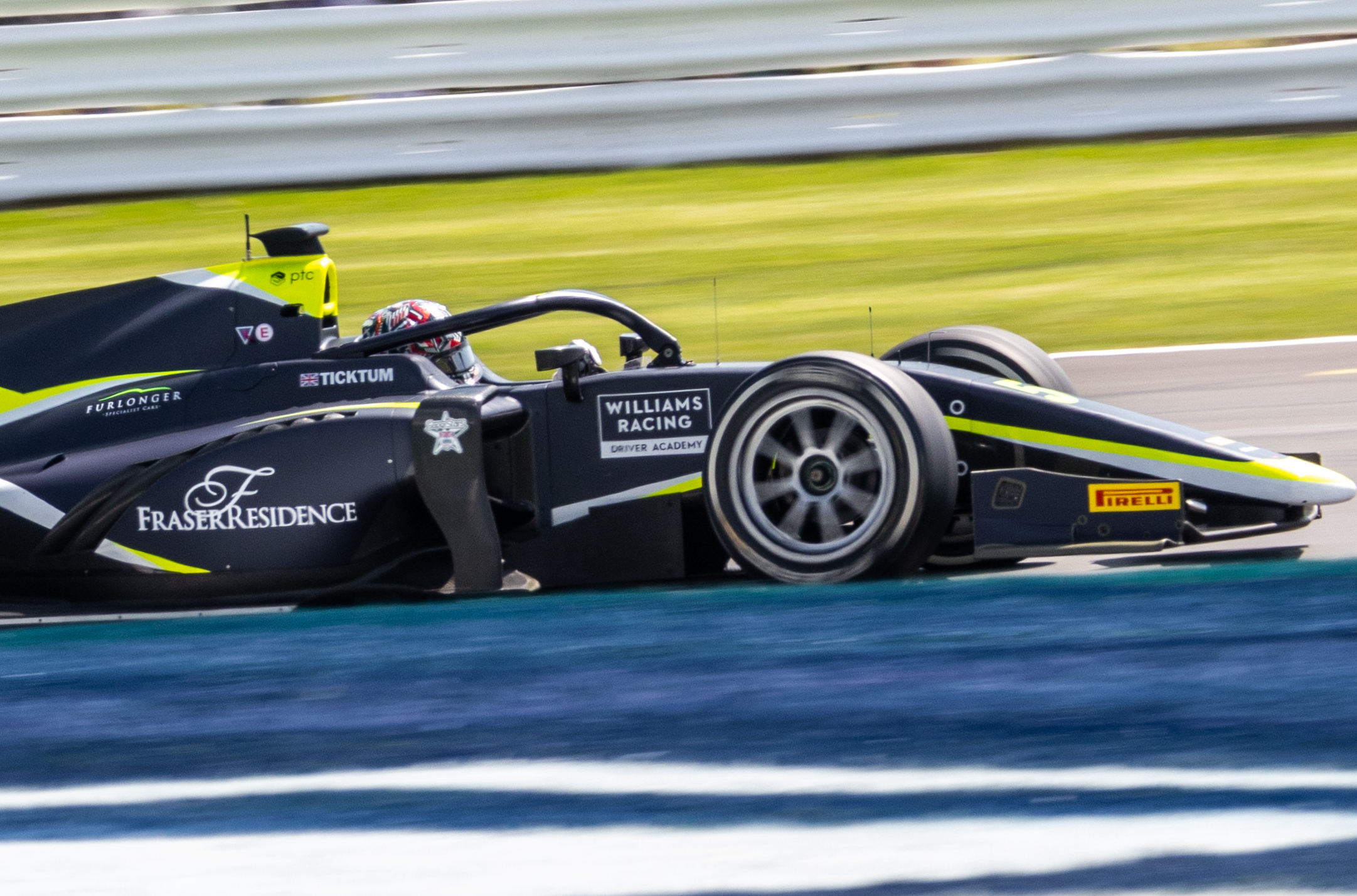
Ticktum a Silverstone nel 2021

Già nel 2018 Ticktum debutta in Formula 2, con la Arden, per l'ultimo appuntamento della stagione sul Circuito di Yas Marina di Abu Dhabi. Nel dicembre 2019 viene ingaggiato dal Team DAMS per gareggiare al fianco di Sean Gelael nella stagione 2020. Il britannico conquista il suo primo podio già nella seconda gara della stagione al Red Bull Ring, nella Sprint Race di Silverstone arriva il suo primo successo nella categoria, vince davanti a Christian Lundgaard e Louis Delétraz. Ticktum chiude la stagione con una vittoria e altri tre podi, arrivando 11º in classifica piloti.
Nel 2021 Ticktum cambia team, passa alla Carlin. Nella gara due di Monaco arriva secondo dietro a Liam Lawson, ma dopo la premiazione Lawson viene squalificato e la vittoria viene assegnata a Ticktum. Torna a podio nella prima gara sul Circuito di Baku dietro a Robert Shwartzman. In gara uno di Soči il britannico conquista la terza ed ultima vittoria in Formula 2. Chiude la stagione al quarto posto dietro le due Prema e al cinese Zhou Guanyu.

### Formula 1
Dal 2017 al 2019 ha fatto parte del Red Bull Junior Team, testando la RB15 in Bahrain e a Barcellona. A dicembre 2019 è stato annunciato il suo ingresso nella Williams Driver Academy come collaudatore.
Il 3 agosto 2021 la Williams annuncia di aver posto fine al rapporto con Ticktum, dopo le parole del pilota britannico contro il pilota ufficiale della scuderia, Nicholas Latifi.

### Formula E

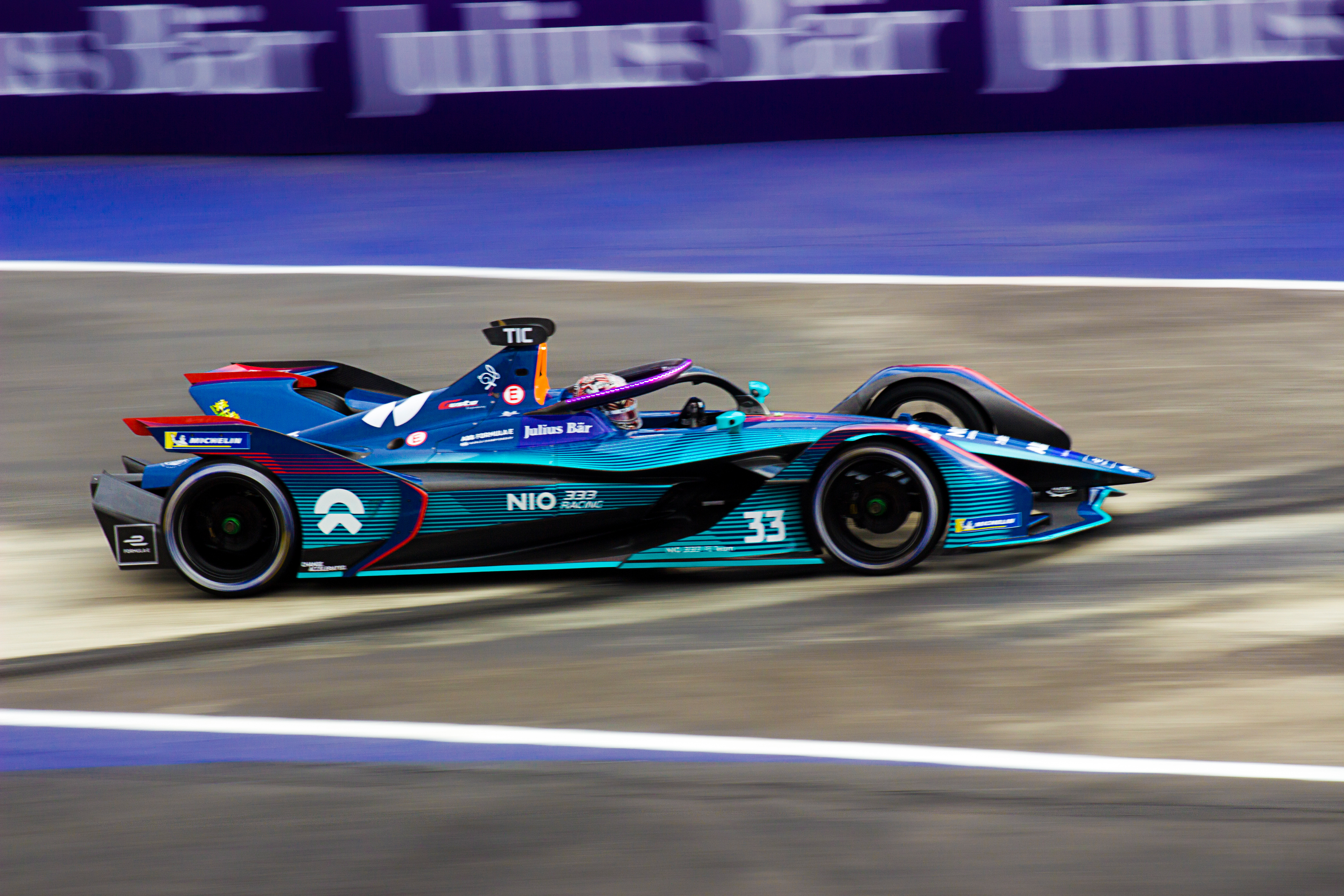
Dan Ticktum con il team NIO Formula E durante il E-Prix di Città del Messico 2022

#### NIO Formula E (2022-2024)
Il 25 novembre 2021 Ticktum viene ufficializzato il suo passaggio in Formula E con il team cinese NIO Formula E per la stagione 2022. Nella seconda gara del E-Prix di Roma il britannico chiude decimo conquistando il suo primo punto nella categoria. Nel resto della stagione non riesce a conquistare nessun altro punto ed conclude 21º in classifica finale.
Ticktum viene confermato dalla NIO per la sua seconda stagione nella serie, come novità avrà Sérgio Sette Camara come compagno di squadra. Nella prima metà stagione ottiene quattro piazzamenti a punti tra cui due ottimi sesti posti, il primo nell'E-Prix di Città del Capo e il secondo sullo storico Circuito di Monaco. Nel finale di stagione ottiene altri tre piazzamenti a punti dimostrando un'ottima crescita. Chiude così la sua seconda stagione in Formula E con 28 punti.
Ticktum ottiene la riconferma dal team insieme al suo compagno Sérgio Sette Camara. In gara uno dell'E-Prix di Misano 2024 ottiene il suo miglior risultato, un quinto posto che dopo la squalifica di António Félix da Costa diventa quarto. Il risultato nella gara italiana rimane l'unico risultato positivo della stagione che conclude al diciannovesimo posto.

#### Kiro Race Co (2024-presente)
Per la stagione 2024-2025 il team Nio abbandona la serie e Ticktum passa al team Kiro Race Co.
Conquista il suo primo podio nella categoria durante gara-2 dell’E-Prix di Tokyo. 

## Risultati

### Riassunto della carriera
| Stagione | Campionato                         | Team                   | Gare | Vittorie | Pole | Gpv | Podi | Punti | Pos.  |
| -------- | ---------------------------------- | ---------------------- | ---- | -------- | ---- | --- | ---- | ----- | ----- |
| 2015     | Formula MSA                        | Fortec Motorsport      | 27   | 3        | 3    | 5   | 10   | 242   | 6º    |
| 2015     | Eurocup Formula Renault 2.0        | Koiranen GP            | 2    | 0        | 0    | 0   | 0    | 0     | N.C.† |
| 2015     | Formula Renault 2.0 NEC            | Koiranen GP            | 4    | 0        | 0    | 0   | 0    | 41    | 23º   |
| 2016     | F3 europea                         | Carlin Motorsport      | 3    | 0        | 0    | 0   | 0    | 0     | N.C.† |
| 2016     | Formula 3 britannica               | Double R Racing        | 3    | 1        | 0    | 1   | 2    | 59    | 4º    |
| 2016     | Gran Premio di Macao               | Double R Racing        | 1    | 0        | 0    | 0   | 0    | N.A.  | Rit   |
| 2016-17  | MRF Challenge Formula 2000         | MRF Racing             | 4    | 0        | 0    | 0   | 1    | 41    | 11º   |
| 2017     | Eurocup Formula Renault 2.0        | Arden International    | 23   | 1        | 1    | 2   | 3    | 134   | 7º    |
| 2017     | Formula Renault NEC                | Arden International    | 5    | 0        | 0    | 0   | 1    | 0     | N.C.† |
| 2017     | GP3 Series                         | DAMS                   | 5    | 0        | 0    | 1   | 1    | 34    | 11º   |
| 2017     | Gran Premio di Macao               | Motopark               | 1    | 1        | 0    | 0   | 1    | N.A.  | 1º    |
| 2018     | F3 europea                         | Motopark               | 30   | 4        | 5    | 1   | 8    | 308   | 2º    |
| 2018     | Gran Premio di Macao               | Motopark               | 1    | 1        | 1    | 1   | 1    | N/A   | 1º    |
| 2018     | Super Formula                      | Team Mugen             | 2    | 0        | 0    | 0   | 0    | 0     | 19º   |
| 2018     | Formula 2                          | Arden                  | 2    | 0        | 0    | 0   | 0    | 0     | 23º   |
| 2019     | Formula 3 asiatica - Winter Series | Hitech Grand Prix      | 6    | 0        | 2    | 0   | 1    | 38    | 9º    |
| 2019     | Super Formula                      | Team Mugen             | 3    | 0        | 0    | 0   | 0    | 1     | 20º   |
| 2020     | Formula 2                          | DAMS                   | 24   | 1        | 0    | 1   | 3    | 96,5  | 11º   |
| 2021     | Formula 2                          | Carlin                 | 23   | 2        | 0    | 1   | 7    | 159.5 | 4º    |
| 2021-22  | Formula E                          | NIO 333 Formula E Team | 16   | 0        | 0    | 0   | 0    | 1     | 21°   |
| 2022-23  | Formula E                          | NIO 333 Formula E Team | 16   | 0        | 0    | 0   | 0    | 28    | 17°   |
| 2023-24  | Formula E                          | ERT Formula E Team     | 16   | 0        | 0    | 0   | 0    | 12    | 19º   |

† In quanto pilota ospite, non aveva diritto ad ottenere punti.
* – Stagione in corso

### Risultati in GP3 Series
(legenda) (Le gare in grassetto indicano la pole position) (Le gare in corsivo indicano Gpv)
| Stagione | Team | 1       | 2       | 3       | 4       | 5       | 6       | 7       | 8       | 9       | 10      | 11         | 12           | 13        | 14          | 15        | 16        | Punti | Pos. |
| -------- | ---- | ------- | ------- | ------- | ------- | ------- | ------- | ------- | ------- | ------- | ------- | ---------- | ------------ | --------- | ----------- | --------- | --------- | ----- | ---- |
| 2017     | DAMS | CAT FEA | CAT SPR | RBR FEA | RBR SPR | SIL FEA | SIL SPR | HUN FEA | HUN SPR | SPA FEA | SPA SPR | MNZ FEA 13 | MNZ SPR Canc | JER FEA 4 | JER SPR Rit | YMC FEA 4 | YMC SPR 3 | 34    | 11º  |

### Risultati in Formula 3 Europea
Le gare in grassetto indicano la pole position; le gare in corsivo indicano il giro più veloce
| Stagione | Team     | Motore     | 1       | 2         | 3        | 4     | 5         | 6       | 7       | 8         | 9       | 10      | 11      | 12        | 13       | 14      | 15      | 16    | 17      | 18      | 19      | 20      | 21      | 22      | 23      | 24      | 25      | 26        | 27      | 28      | 29      | 30      | Punti | Pos. |
| -------- | -------- | ---------- | ------- | --------- | -------- | ----- | --------- | ------- | ------- | --------- | ------- | ------- | ------- | --------- | -------- | ------- | ------- | ----- | ------- | ------- | ------- | ------- | ------- | ------- | ------- | ------- | ------- | --------- | ------- | ------- | ------- | ------- | ----- | ---- |
| 2018     | Motopark | Volkswagen | PAU 1 3 | PAU 2 Rit | PAU 3 5‡ | HUN 1 | HUN 2 Rit | HUN 3 2 | NOR 1 4 | NOR 2 Rit | NOR 3 1 | ZAN 1 5 | ZAN 2 6 | ZAN 3 Rit | SPA 1 13 | SPA 2 1 | SPA 3 5 | SIL 1 | SIL 2 8 | SIL 3 6 | MIS 1 6 | MIS 2 4 | MIS 3 4 | NÜR 1 3 | NÜR 2 3 | NÜR 3 4 | RBR 1 8 | RBR 2 17† | RBR 3 4 | HOC 1 5 | HOC 2 7 | HOC 3 4 | 308   | 2º   |

‡ è stato assegnato metà punteggio in quanto è stata completata meno del 75% della distanza di gara.
† il pilota non ha terminato la gara, ma è stato ugualmente classificato avendo completato oltre il 90% della distanza di gara.

### Risultati in Formula 2
(legenda) (Le gare in grassetto indicano la pole position) (Le gare in corsivo indicano Gpv)
| Stagione | Team   | 1   | 2   | 3   | 4   | 5   | 6   | 7    | 8    | 9    | 10   | 11  | 12  | 13  | 14  | 15  | 16  | 17  | 18  | 19  | 20  | 21   | 22   | 23   | 24   | Punti | Pos. |
| -------- | ------ | --- | --- | --- | --- | --- | --- | ---- | ---- | ---- | ---- | --- | --- | --- | --- | --- | --- | --- | --- | --- | --- | ---- | ---- | ---- | ---- | ----- | ---- |
| 2018     | Arden  | BHR | BHR | BAK | BAK | CAT | CAT | MON  | MON  | LEC  | LEC  | RBR | RBR | SIL | SIL | HUN | HUN | SPA | SPA | MNZ | MNZ | SOC  | SOC  | YMC  | YMC  | 0     | 26º  |
| 2018     | Arden  |     |     |     |     |     |     |      |      |      |      |     |     |     |     |     |     |     |     |     |     |      |      | 11   | Rit  | 0     | 26º  |
| 2020     | DAMS   | RBR | RBR | RBR | RBR | HUN | HUN | SIL1 | SIL1 | SIL2 | SIL2 | CAT | CAT | SPA | SPA | MNZ | MNZ | MUG | MUG | SOC | SOC | SAK1 | SAK1 | SAK2 | SAK2 | 96.5  | 11º  |
| 2020     | DAMS   | 5   | 3   | 8   | 2   | 9   | Rit | 8    | 1    | 15   | 7    | 9   | 10  | 6   | 10  | 7   | SQ  | 17  | 18  | 10  | 8   | 9    | 12   | 8    | 3    | 96.5  | 11º  |
| 2021     | Carlin | BHR | BHR | BHR | MON | MON | MON | BAK  | BAK  | BAK  | SIL  | SIL | SIL | MNZ | MNZ | MNZ | SOC | SOC | SOC | JED | JED | JED  | YMC  | YMC  | YMC  | 159.5 | 4º   |
| 2021     | Carlin | 8   | Rit | 2   | 6   | 1   | Rit | 2    | 6    | 8    | 8    | 3   | 2   | Rit | 11  | 3   | 1   | C   | 5   | 7   | 4   | 10   | 6    | 4    | 6    | 159.5 | 4º   |

### Risultati completi Gran Premio di Macao
| Anno | Team               | Auto         | Qualifica | Gara |
| ---- | ------------------ | ------------ | --------- | ---- |
| 2016 | Double R Racing    | Dallara F312 | 13°       | DNF  |
| 2017 | Motopark           | Dallara F317 | 6°        | 1°   |
| 2018 | Motopark           | Dallara F317 | 1°        | 1°   |
| 2019 | Carlin Buzz Racing | Dallara F319 | 13°       | 13°  |
| 2023 | Rodin Carlin       | Dallara F319 | 25°       | 13°  |

### Risultati Formula E
(legenda) (Le gare in grassetto indicano la pole position) (Le gare in corsivo indicano Gpv)
| Anno | Squadra                 | Vettura                   | 1                   | 2            | 3           | 4                                               | 5      | 6      | 7       | 8      | 9      | 10      | 11     | 12     | 13     | 14      | 15      | 16      | Punti | Pos. |
| --- | ----------------------- | ------------------------- | ------------------- | ------------ | ----------- | ----------------------------------------------- | ------ | ------ | ------- | ------ | ------ | ------- | ------ | ------ | ------ | ------- | ------- | ------- | ----- | ---- |
| 2021-22 | NIO 333 Formula E Team  | Spark-NIO 333 001         | DIR 18              | DIR 19       | MEX 18      | ROM 19                                          | ROM 10 | MON 12 | BER 19  | BER 20 | GIA 18 | MAR Rit | NYC 17 | NYC 12 | LON 17 | LON Rit | SEO Rit | SEO Rit | 1     | 21°  |
| 2022-23 | NIO 333 Formula E Team  | Spark-NIO 333 ER9         | MEX 17              | DIR 14       | DIR 10      | HYD Rit                                         | CAP 6  | SAP 14 | BER Rit | BER 10 | MON 6  | GIA 14  | GIA 11 | POR 13 | ROM 13 | ROM 9   | LON 7   | LON 9   | 28    | 17°  |
| 2023-24 | ERT Formula E Team      | Spark-ERT X24             | MEX 18              | DIR 21       | DIR Rit     | SAP 17                                          | TOY 18 | MIS 4  | MIS 14  | MON 13 | BER 14 | BER 17  | SHA 20 | SHA 21 | POR 17 | POR 15  | LON 13  | LON 14  | 12    | 19º  |
| 2024-25 | CUPRA Kiro race e co.   | Porsche 99X Electric WCG3 | SAP 8               | MEX 16       | JED 19      | JED 9                                           | MIA 7  | MON 7  | MON 15  | TOK 5  | TOK    | SHA     | SHA    | GIA    | BER    | BER     | LON     | LON     | 18*   |      |
| \| Legenda \| 1º posto \| 2º posto \| 3º posto \| A punti \| Senza punti \| Grassetto=Pole position Corsivo=Giro più veloce \| \| Legenda \| Solo prove/Terzo pilota \| Non qualificato \| Ritirato/Non class. \| Squalificato \| Non partito \| Grassetto=Pole position Corsivo=Giro più veloce \| |                         |                           |                     |              |             |                                                 |        |        |         |        |        |         |        |        |        |         |         |         |       |      |
| Legenda | 1º posto                | 2º posto                  | 3º posto            | A punti      | Senza punti | Grassetto=Pole position Corsivo=Giro più veloce |        |        |         |        |        |         |        |        |        |         |         |         |       |      |
| Legenda | Solo prove/Terzo pilota | Non qualificato           | Ritirato/Non class. | Squalificato | Non partito | Grassetto=Pole position Corsivo=Giro più veloce |        |        |         |        |        |         |        |        |        |         |         |         |       |      |

* Stagione in corso.